# شهرداری سیلجه
شهرداری سیلجه (به لاتین: City Municipality of Celje) یک منطقهٔ مسکونی در اسلوونی است که در اسلوونی واقع شده‌است. شهرداری سیلجه ۹۴٫۹ کیلومتر مربع مساحت و ۴۹٬۵۳۸ نفر جمعیت دارد.